# 動物戀

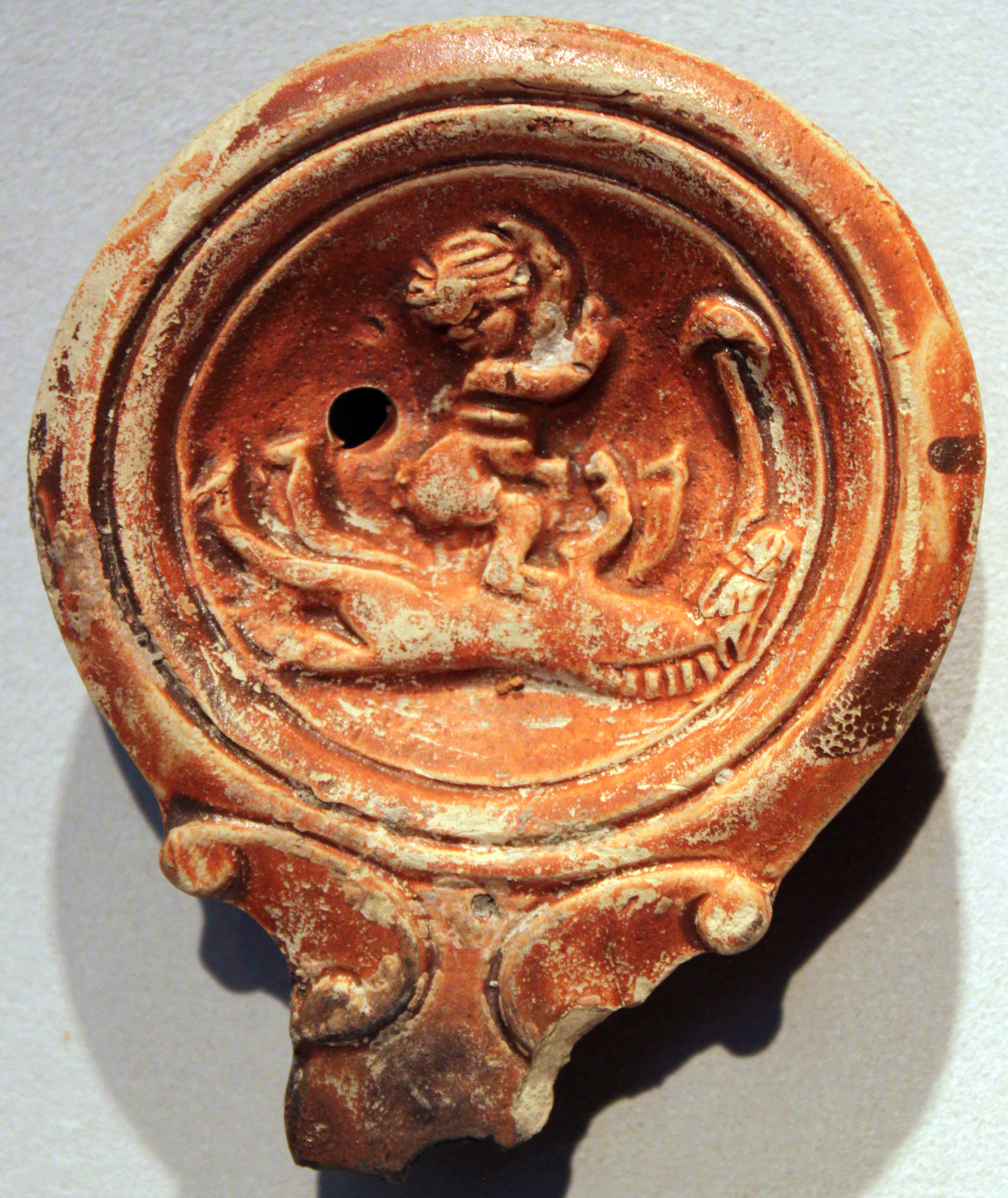
刻有獸交行為的羅馬油燈 ，成於公元1-3世紀

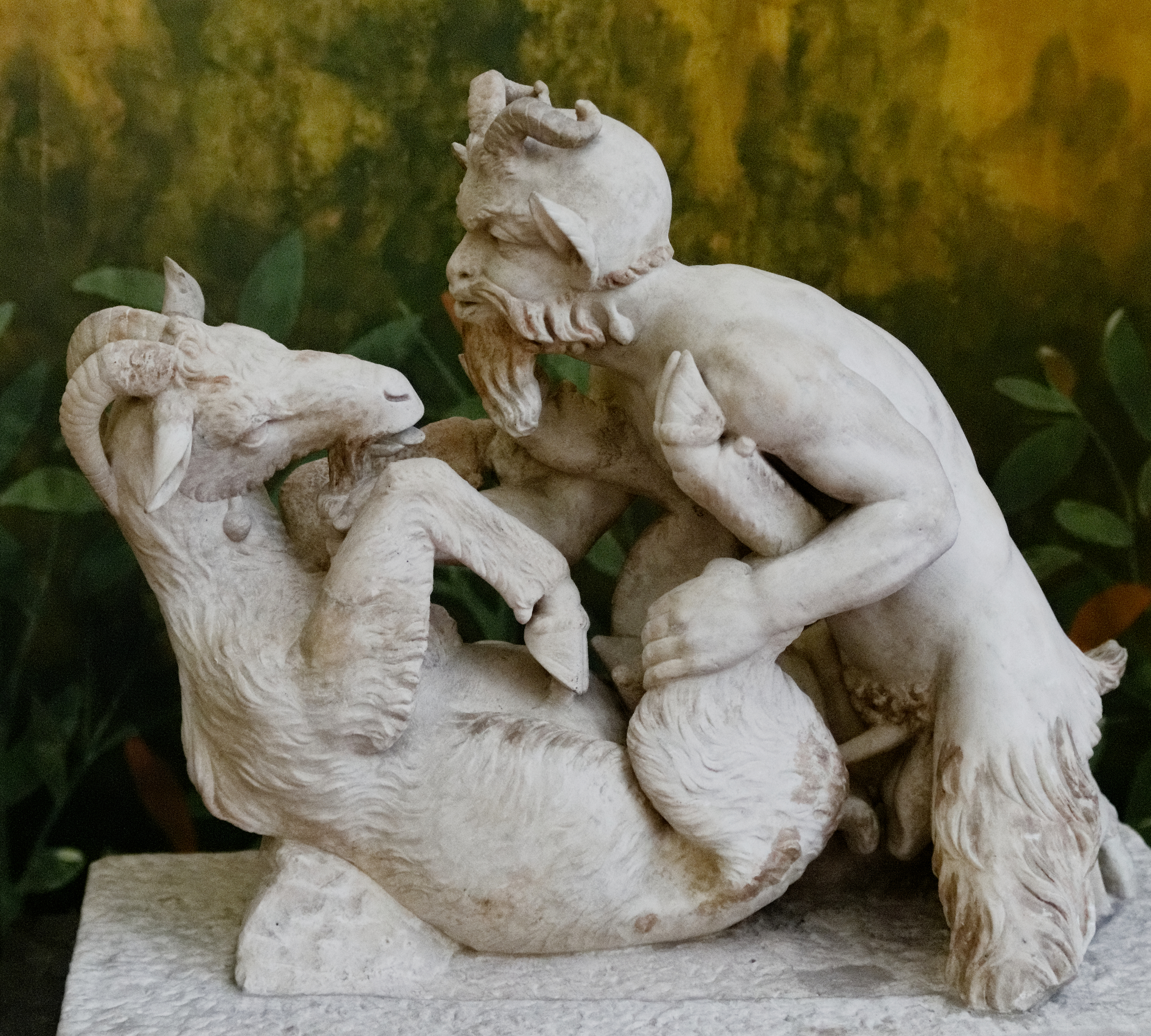
刻有潘跟一隻山羊性交的雕像，其出土於赫库兰尼姆古城的紙草莊園

牲畜戀（或恋兽）是指人類對人類以外的動物的性固著，屬性偏離的一種。 人獸交是指人類跟人類以外的動物之間所發生的跨物種性行為。在用法上，上述兩者經常遭視作同義詞，但一些研究者會把兩者以思想和行為這二個特點區分開來。
儘管人跟動物發生性行為在一些國家並不違法，但在大多數國家的法律中，獸交會被視為違反虐待動物法、性悖轨法，或是干犯了违反自然罪。

## 用语
這一主題中有三個經常遭視作同義的關鍵用語—— 戀獸癖（Zoophilia）、獸交（bestiality）、動物戀（Zoosexuality）。一些研究者會把動物戀（對動物的專一性偏好）和獸交（人類跟人類以外的動物之間所發生的性行為）區分開來，因為獸交不一定是受到對動物的性興趣所驅使。一些研究顯示在跟動物有過性接觸的人群中，對動物有性偏好者仍屬少數。此外一些動物戀者稱他們從來沒有跟動物有過性接觸。有動物戀偏好者會被稱為動物戀者（zoosexuals）或戀獸癖者（zoophiles），或帶含貶意的性悖轨者，在英語中也可非正式地稱他們為「zoos」、「Zooerasty」、「zooerastia」，不過其含意較不貼近正式用詞，且相對較少使用。 歐內斯特·博內曼於1990年提出一個用於特指透過觀看或造成動物痛苦，來獲得性快感或非性快感的用語——淫樂動物虐待。淫樂動物虐待為三個麥克唐納症狀（反社會行為的先兆）之一。

### 戀獸癖
在1886年，理夏德·馮·克拉夫特-埃賓男爵出版了《性精神病态》（Psychopathia Sexualis）一著，於當中首次使用「zoophilia」（戀獸癖）這一用語。他於當中描述了一些「對動物進行侵犯（獸交）」及「戀獸情慾」（zoophilia erotica，即對動物的毛皮有性偏好）的個案。「zoophilia」由兩個希臘語名詞所組成——「ζῷον」（發音：zṓion，即動物）及「φιλία」（發音：philia，即友愛）。在現代的用法中，「zoophilia」可指人類跟人類以外的動物之間所發生的性行為、想進行獸交的慾望、一種特定的性偏離（即非典型的性興奮）。儘管克拉夫特-埃賓也提出了「zooerasty」這一用語來形容對動物的專一性偏好，但其普及度相對較低。

### 動物戀者

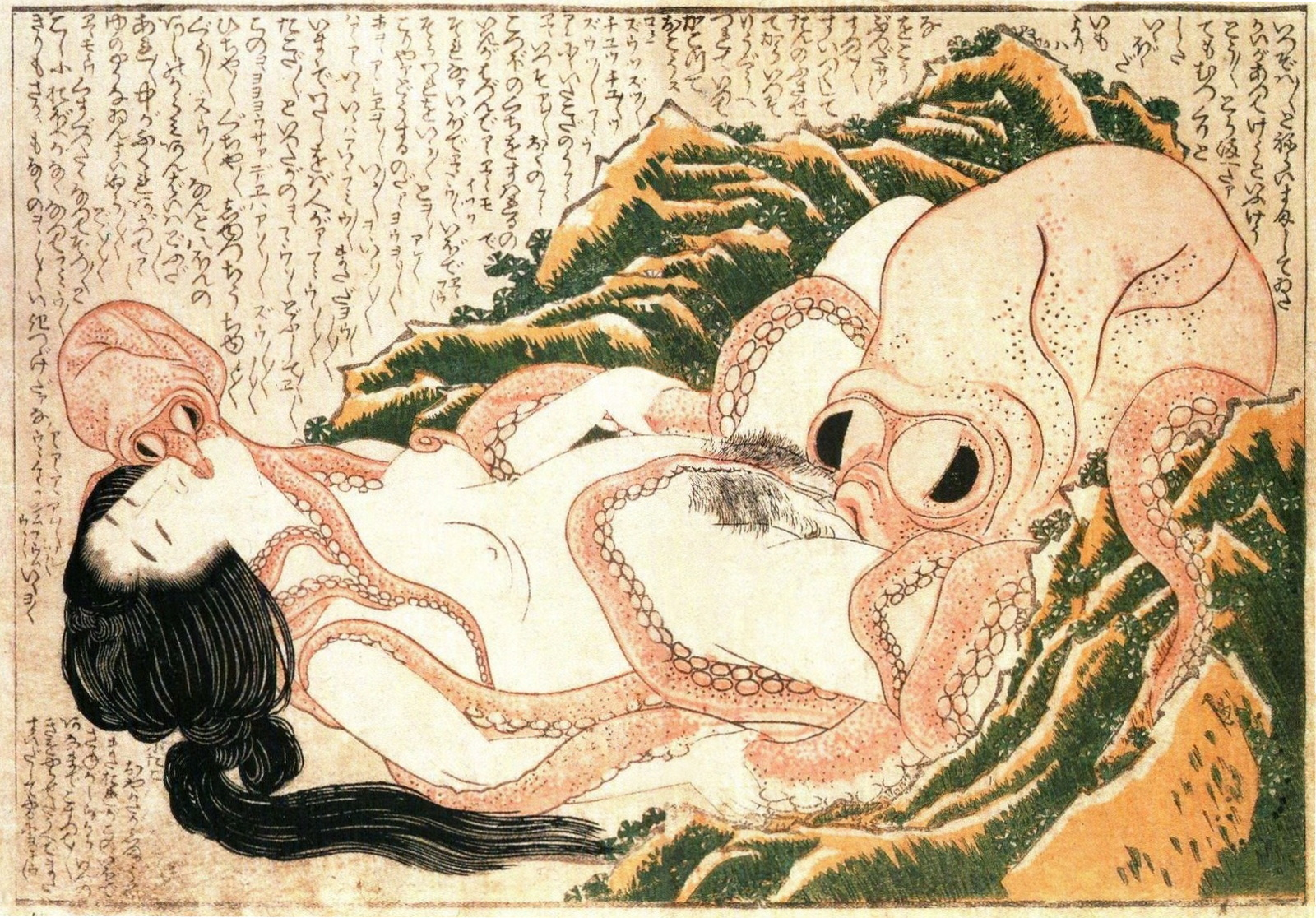
葛飾北齋創作的《章魚與海女》

哈尼·米列茨基於2002年提出一個更為中立的用語「zoosexual」（動物戀者），其跟「zoophiles」（戀獸癖者）屬同義。它也可作為形容詞使用，比如「zoosexual act」（動物戀行為），其可指人類跟人類以外的動物之間所發生的性行為。由此衍生的名詞「zoosexuality」 （動物戀）有時會被一些動物戀者所使用，用於暗示它是一種表現為「與人類以外的動物建立浪漫關係及性關係」的性取向。

### 獸交

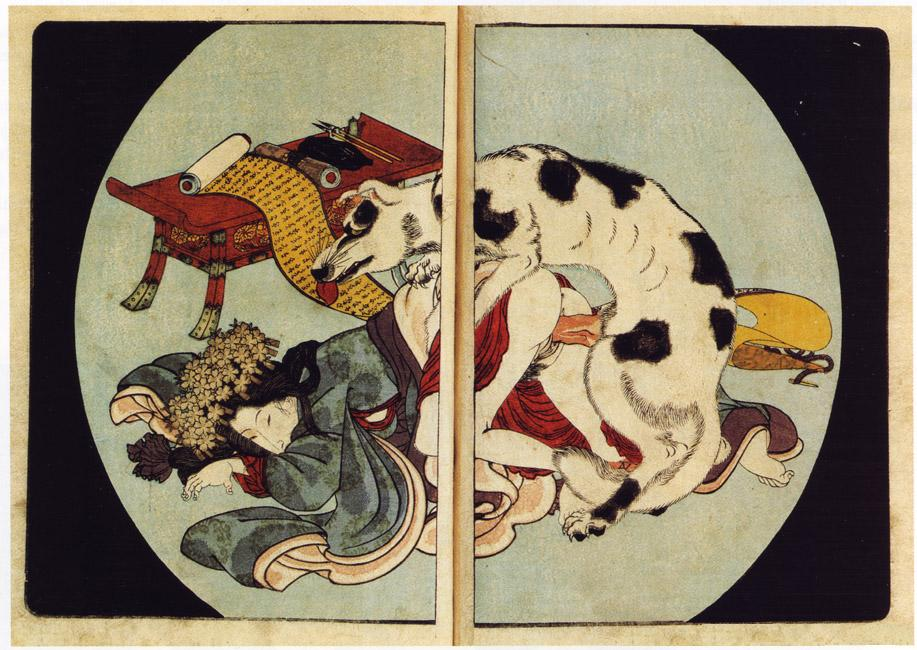
歌川國貞所繪的浮世繪《女人和狗》。

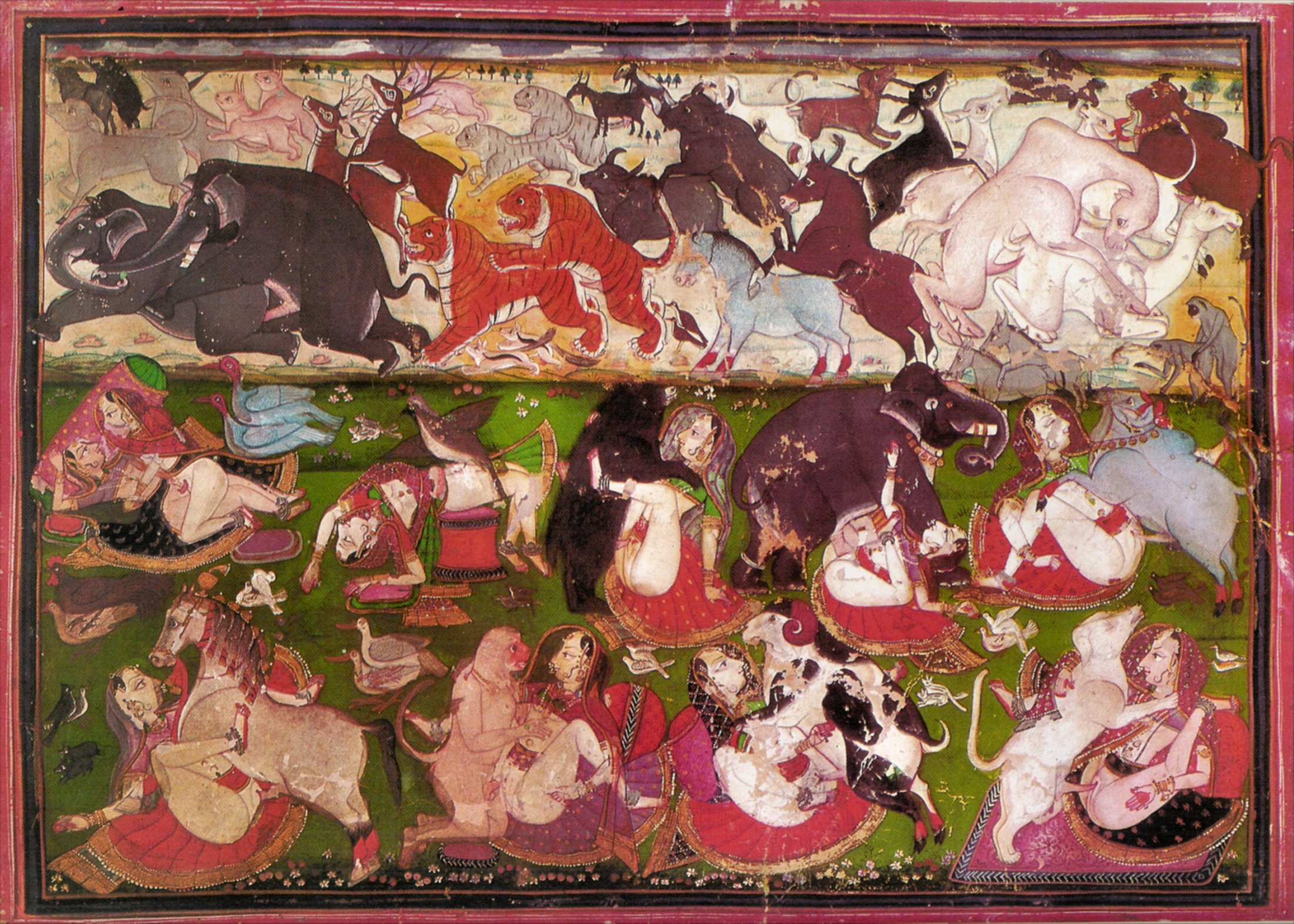
成於18世紀的印度微型画，下半部分描畫了女性的各種獸交行為。

法律用語「bestiality」有三個不同的讀音：[ˌbestʃiˈæləti]、[ˌbistʃiˈæləti]（兩者皆為美式）、[ˌbestiˈæləti]（英式）。一些動物戀者及研究者把「戀獸癖」和「獸交」區分開來，以前者表達想跟動物發生性關係的慾望，後者來表達性行為本身。麥斯特於1962年以「bestialist」來表示淫樂動物虐待，使得用語問題進一步惡化。
新澤西州醫學院精神病學助理教授、美國愛護動物協會的諮詢董事斯蒂芬妮·拉法基（Stephanie LaFarge）寫道，可以在這一主題上區分兩組人：獸交者（強姦或虐待動物者）及動物戀者（對動物有情感/性依戀者）。科林·J.威廉姆斯和馬丁·S.溫伯格已透過互聯網對一群自稱戀獸癖者進行研究，結果顯示他們理解「戀獸癖」一詞背後隱含著對動物福利和權利之關注，他們以部分概念來把自己跟「獸交者」這一用語的定義區分，他們會把後者定義為專注於享樂的戀獸癖者。威廉姆斯和溫伯格稱「戀獸癖」這一用語為對「獸交」之辩解。

## 發生率
《金賽報告》指出8%的男性和3.6%的女性跟動物有過性接觸，並指40–50%住於美國鄉村地區的人有這種經歷，不過這一數字於後來出現爭議，原因包括非隨機抽樣、所包含的囚犯人數過多——這會導致取樣偏誤的情況出現。同志活動家馬丁·杜伯曼稱在性研究上很難做到隨機抽樣，金賽研究所的第二任所長保羅·格布哈特在清除源於囚犯的數據後，發現數據並沒有顯著差異。
美國農村人口於1940-1974年期間下降了8成，使得與動物一同生活的人口亦相應減少；享特於1974年發表的研究指出，這樣的人口變遷會使獸交的發生率出現明顯的變化。在1974年，4.9%的男性（1948年為8.3%）和1.9%的女性（1953年為3.6%）報稱跟動物有過性接觸。 米列茨基（Miletski）於1999年引述這項研究時，表示自己相信這一現象是獸交發生的機會減少所致，跟持有相關興趣者是否變少了無關。
南希·弗莱德於1973年出版了一本聚焦於女性之性的書籍《我的秘密花園》，其收錄了190個來自不同女性的性幻想；當中23個包含動物戀行為。
一項研究顯示，顯著較多的精神病患者（55%）報稱有過獸交，實際性接觸（45%）及性幻想（30%）的發生率皆高於對照組（住院病人和精神科的工作者）。克勒波（Crépault）和库蒂尔（Couture）於1980年發表的一項調查顯示，5.3%的受訪男性在異性性交的過程中幻想自己在跟一隻動物發生性行為。一項2014年發表的研究指出，3%的女性和2.2%的男性報稱曾幻想跟動物發生性行為。一項1982年發表的研究顯示，186名大學生當中有7.5%跟動物有過性互動。
透過觀看動物交配的情景來獲得性興奮的情況會被稱為戀動物交配癖（faunoiphilia）。馬斯奈於1994年指，時常對觀看動物交配有興趣及感到興奮可能為動物戀的一個潛在跡象。對動物戀行為有性幻想的人可能不會想在現實中從事之。南希·弗萊德指相關的性幻想能提供一個渠道，以使人從文化對性的期望、限制、价值判断中抽離。幾項研究已發現女性在觀看倭黑猩猩交配的影片時，其陰道的反應比起進行非涉性的刺激時更為強烈。
吳敏倫在《知己知彼》（1996年）中表示，一些有關在中國人社會的調查發現，約0.5%的人有獸戀性行為，並指實際數字「可能更多」。

## 各方視角

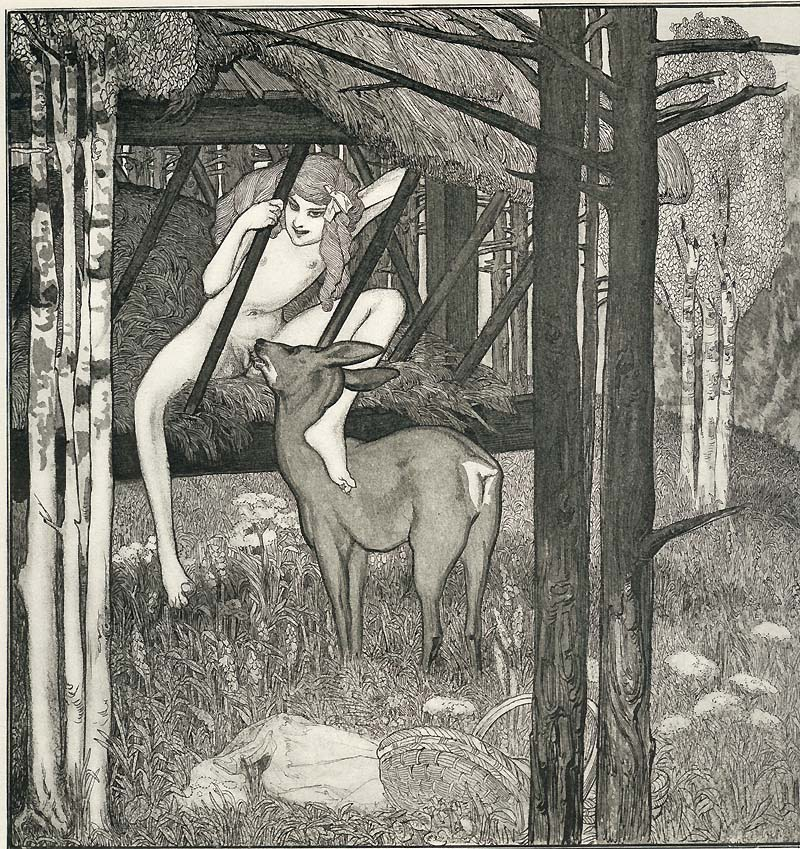
由弗朗茨·馮·巴羅斯所繪的畫作，其刻畫了一隻鹿在為一名少女口交的情景

### 研究角度
性學、心理學、动物行为学、人與動物關係學皆對動物戀有所探討。
在《精神疾病診斷與統計手冊第五版》（DSM-5）中，動物戀被分類在「其他特定的性偏離障礙」之下（第三版和第四版則分類在「其他未特指的性偏離」之下）。世界衛生組織採取同樣立場，把對動物的性偏好列在ICD-10的「其他性偏好障礙」之下。只有在構成了個人困擾或對正常功能有顯著影響的時候，DSM-5才會視動物戀為一種可診斷的疾病看待。
其他領域也對動物戀有所探討，包括倫理、哲學、法律、動物福利、動物權利。社會學則可能聚焦於淫樂動物虐待及與性虐待有關的問題，並藉由沒有性成分的動物戀研究動物與人的关系、動物為人帶來的情感支持。精神病學的研究範圍也可能包括具有臨床意義的動物戀。2011年出版的《国际法医学杂志》指出，跟動物有性接觸這回事本身基本不會視為臨床問題；它也同時描述了不同類型的動物戀：
| 人類-動物角色扮演 浪漫型動物戀 動物戀幻想 | 触觉型動物戀 戀物型動物戀 淫樂動物虐待 | 機會型動物戀 普通的動物戀 排他型動物戀 |

它指屬第2類、第3類、第8類的動物戀者為最常見的（浪漫型動物戀、動物戀幻想、普通的動物戀），而屬第6類和第7類則為罕見（淫樂動物虐待和機會型動物戀）。
動物戀行為可能反映童年期的性尝试、當事人遭受虐待的性經歷、欠缺性釋放的途徑。若對動物的性慾望大於人類，則會被認定為真正的性偏離，受其困擾者通常伴有其他類型的性偏離。動物戀者通常不會為此尋求治療，所以精神科醫師不會對其特別關注。
對動物戀的詳細研究最早出現於1910年。1960年左右開始有經過同行評審的相關研究。但不少有關動物戀的高引用量研究沒有在設有同行評審的期刊上發表，米列茨基的研究便是當中的一個例子。此外還有一些對此一領域具重大影響的書籍（比如麥斯特和米列茨基的專著） ；該些研究已達成共識的項目包括：
- 許多動物戀者可跟人維持關係，他們的動物伴侶通常是狗和/或馬 （據麥斯特、米列茨基、比茨的研究）
- 動物戀者對動物的關愛和情感可以是真實的、有关系性的、真诚的、互惠的（在動物的所能之內），並不單單是以其替代人類的关系。比茨相信動物戀不是一種能夠選擇的傾向。
- 現代社會對動物戀本身、其意義及印象存有誤解。該些研究者注重及強調動物戀與淫樂動物虐待的分別。麥斯特（1962）、米列茨基（1999）、溫伯格（2003）皆評論指社會對動物戀的誤解會「破壞許多市民的生活」。

比茨還指：
「跟動物發生性接觸的現象正失去原本掩蓋著它的禁忌：它在學術出版物中的出現次數有上升趨勢，與此同時大眾也開始正视它……在動物倫理、動物行為、人類學、心理學、心理健康、社會學、法律等領域進行研究的學者們，需要更開放及詳細地探討跟動物的性接觸」。
後來的研究出現了三個发展方向——由於一些動物會享受跟人發展性和情感關係，所以假定在關係中不存在施虐成分，並指牠們有能力跟人建立情感紐帶。金賽及金賽前的研究也有類似發現。米列茨基於1999年指出，互聯網上的資訊通常非常強調如何為動物提供歡悅，及如何識別一隻動物是否同意跟自身發生性關係。喬納森·巴爾科姆（Jonathan Balcombe）指出動物會為享受而做某事，但他同時指出寵物的飼主會對此感到不以为然。
比茨形容動物戀/獸交的地位處於犯罪、性偏離和愛之間。她指由於大多數研究是依據犯罪報告而進行的，所以相關個案在很多時候會包含暴力和精神異常的記錄。她繼指只有很少研究會從社群的志願者當中獲取數據。該些研究具有潛在的自我篩選誤差，對於涉性研究而言更是如此。
有多個個案研究顯示，有些動物戀者只會被特定物種性喚起，有些能被多種物種性喚起（甚至包括人類），也有些根本不對人類感興趣。
一些研究者在2017年觀察到一隻在嘗試跟鹿交配的猴子，他們表示這可能提供了人類為何會進行跨物種性行為的線索。

### 歷史和文化角度

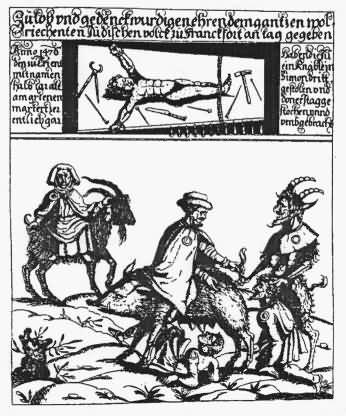
對動物戀的禁忌使得人們指控一些受到污名的群體有進行過獸交。這幅《犹太人的母猪》（詆毀猶太人的圖像）描畫了犹太人在撒旦的注視下進行獸交行為。

《聖經》當中有提及過獸交這種行為的實例。一幅至少已有10000年歷史的北意大利石洞壁畫描畫了一名男性跟一隻動物的獸交行為。雷蒙德·克里斯汀格（Raymond Christinger）解釋指這幅壁畫展現了在當時部落首领的權力，而現在的研究者也不能從中得知這種行為在以前是否更為人所接受、當時人認為這種行為尋常與否、這幅壁畫是否依據想像而畫的。《劍橋插圖史前藝術史》（The Cambridge Illustrated History of Prehistoric Art）一著指這幅壁畫可能只是幽默藝術的一種，因為壁畫中的男性看似在接合的同時也歡快地揮著手。並指陶工可能因為覺得很有趣的緣故，所以才在這幅畫作上看似花了不少時間似的。用了偽名的法國作家雅各布斯X博士（Dr Jacobus X）表示這幅壁畫很明顯成於「對人獸交的禁忌尚不存在」的時候。馬克·艾普瑞克特（Marc Epprecht）指像雅各布斯X博士般的著者不值得尊重，因為他們的探討是以傳聞為基礎，並且特意把內容弄成滿足讀者窺淫興趣的樣子。麥斯特表示，由於史前人類生活在史前，所以能留下來的記錄不能以說話或文字方式流傳，使得現今研究者只能窺探其性行為的一角，洞穴壁畫可能只表現出藝術家的主觀成见或思想。
品達、希羅多德、普魯塔克一同稱古埃及人會跟山羊一起參與交媾儀式。
一些北美和中東土著的文化接受獸交。人獸交在美洲原住民（包括霍皮族在內）中仍屬不罕見。罗热（Voget）形容年輕美洲原住民的性生活「極富包容性」，其範圍涵蓋了獸交。此外科珀因纽特人沒有對「跟活著的動物厭惡進行性交」這件事感到厭惡。
在基督教佔主導地位的中世纪，若發現某人進行了獸交行為，其便會遭到處刑。處刑方法一般為火刑，然後可能需同動物一起以相同的方式死亡或被判绞刑。這樣做的背後原因在於這種行為有違「聖經的規訓及貶低人的靈性，使人化為純粹動物性和肉體的存在」  。當時一些被認定為巫女的女性會遭到指責，指其跟化為動物的惡魔交媾。這樣的指控就如同在歐洲女巫審判中女性們於酷刑底下所作的證供，無法確定其有效性。

### 宗教角度
猶太教、基督教、伊斯兰教神學家會引用《利未記》第18章23節：「不可與獸淫合，玷污自己。女人也不可站在獸前，與他淫合；這本是逆性的事。」和第20章15-16節：「人若與獸淫合，總要治死他，也要殺那獸。女人若與獸親近，與他淫合，你要殺那女人和那獸，總要把他們治死，罪要歸到他們身上。」來谴责獸交。然而有一些對《新約聖經》的解讀認為其沒有明確禁止獸交。
意大利哲學家托馬斯·阿奎那在《神学大全》的第二部分列出了一系列「違反自然的惡習」（享受成分大於生殖成分的性活動），並按其罪惡程度做了一個排名。他於最後總結道：「當中最為嚴重的就是獸交之惡行」。

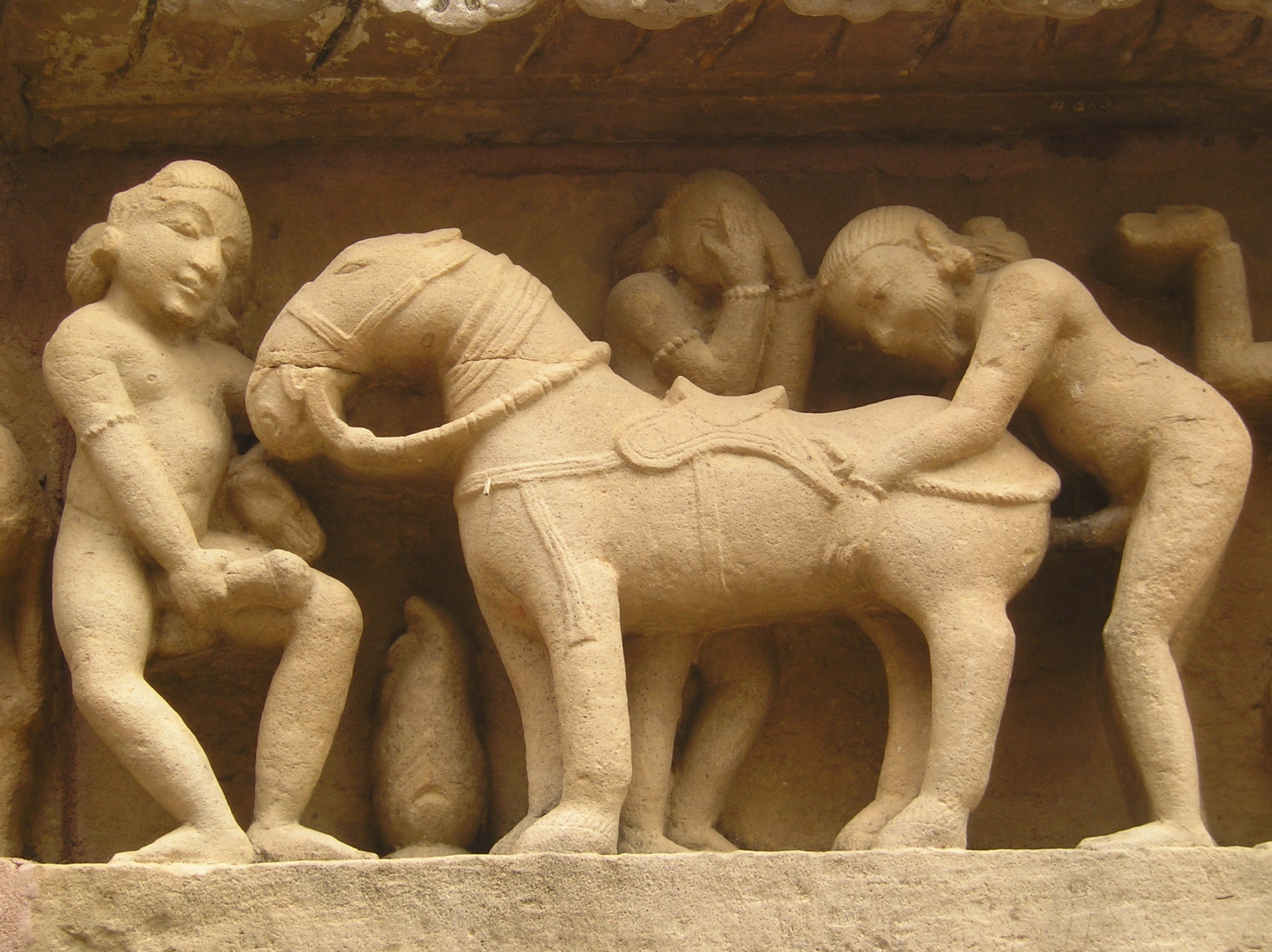
刻畫一名男性在跟馬性交的雕像（攝於克久拉霍的印度教寺廟外圍）。

印度教的某些宗教藝術品刻畫了宗教人物跟動物發生象徵性性行為的場景，比如克久拉霍的寺廟群外圍便存有這類型的雕像。該些藝術品的主要設計目的在於象徵性地刻畫某些動物的性化形象，而非希望重視經典的場景。根據印度教在製作情色繪畫和雕塑方面的傳統說法，該些動物為神的化身，所以當中人物實際上是在跟神發生性行為。但按《薄伽梵往世書》等經典的內容，跟動物發生性行為會使人墮入地獄，對於跟牛發生的情況而言更是如此。而墮入者會被迫在一棵「長滿利刺的樹」之上磨擦。

## 動物戀與法律

各地區關於人獸交的規定：
合法
違法但通常不強制執行
違法但刑罰未知
鞭刑
違法並由法官決定刑罰
罰款
有期徒刑
可判無期徒刑
死刑
無資料

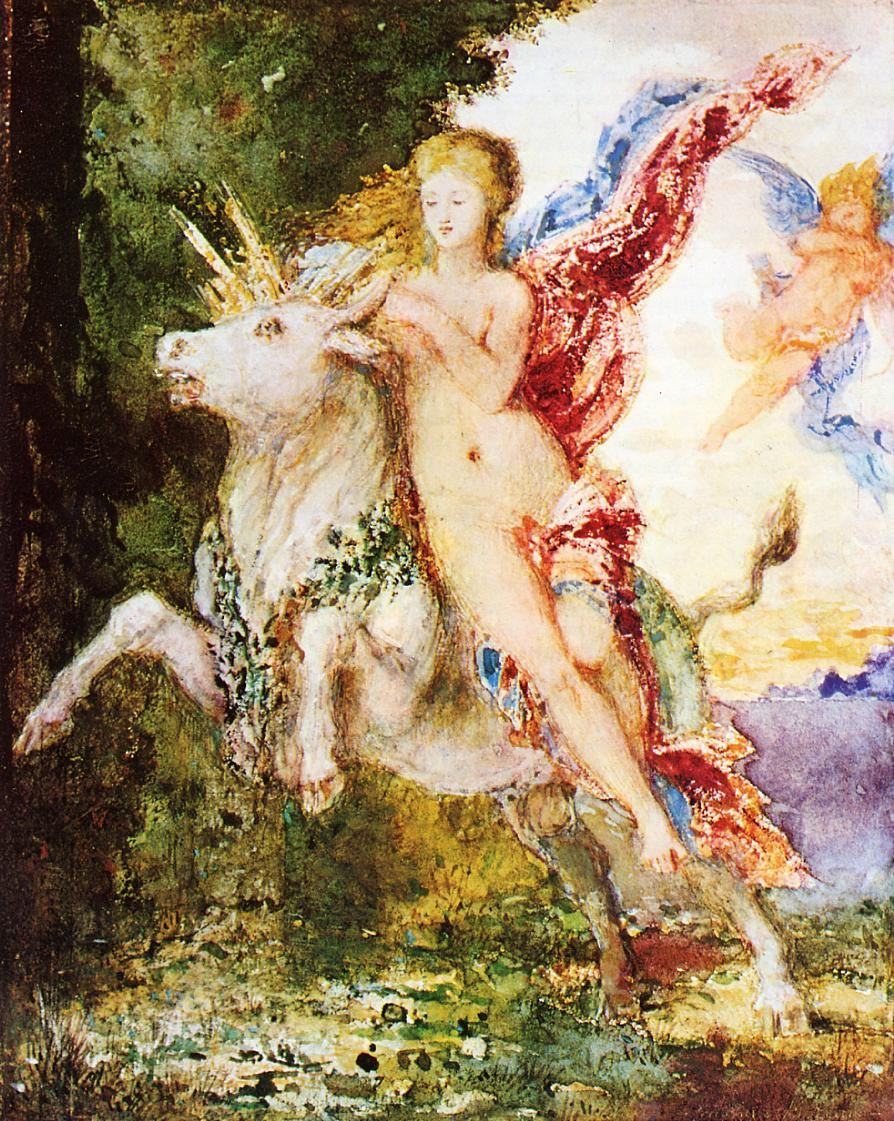
居斯塔夫·莫罗（Gustave Moreau）所绘的《欧罗巴与宙斯》（Europa and the Bull）, c. 1869年

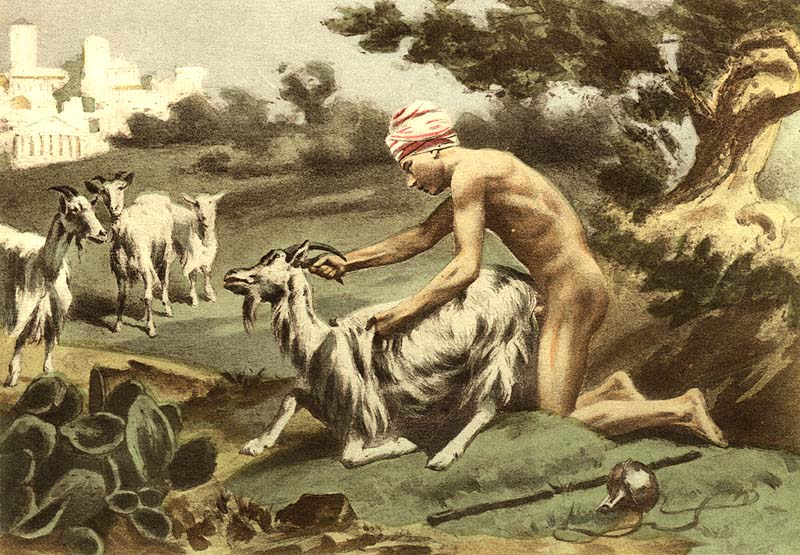
20世纪初法国画家爱德华-亨利·阿夫里尔（Édouard-Henri Avril）所绘的《牧童与羊》

動物戀行為在許多法域中是違法的，其他的情況則是禁止惡待動物（the mistreatment of animals），而沒有特別指明是人獸交。英國《2008年刑事審判及移民法令》第63条認定持有描繪某人跟動物性交或口交的映像屬違法。儘管英國司法部對極端映像的解釋性注釋指
：「這並不關乎生產者意圖或會否引起被告性興奮的問題」，但其後於報章上說道：「若一個人出於諷刺或政治評論目的而持有相關映像，那麼能否入罪仍存有爭議空間」。
不少法域在踏入21世紀以後便制定禁止跟動物發生性行為的法律，當中包括新罕布什尔州、俄亥俄州、俄亥俄州、德國、瑞典、丹麦、泰國、哥斯达黎加、玻利維亞、危地馬拉。
歐盟國中獸交仍然合法的國家只有芬蘭和匈牙利。
在部分地區，針對動物戀的法律會因特定事件而設立或廢除。一些地方的相關法律十分具體， 而另一些則使用像「性悖轨」和「獸交」般欠缺法律準確性及定義不清晰的用語。在過去，一些針對獸交的法規是依據獸交會產生怪胎或對人民具有冒犯性的信念而制定的。現今的反虐待動物法和反獸交法則較為關注動物福利和維護人民的「道德標準」。瑞典動物福利机构於2005年向當地政府提交了一份報告，於當中表達了對虐待馬匹的呈報率上升之擔憂。並表示當時的反虐待動物法不能使動物完全免於任何形式的虐待，因此需要更新，但於後來總結道所提出的法規必須在「獲得市民支持」及「保護動物」之間取得平衡。在1989年，新西兰的刑事法案曾考慮把針對獸交的刑事法規廢止，然後視之為心理健康問題看待，但這一計劃始終沒有得到正式落實，在當地進行獸交的人仍繼續被起訴。根據當地的刑事罪行條例，任何虐待動物者皆可判處七年有期徒刑，而從接合的一刻計，其便已符合虐待動物的條件。2016年，加拿大對反獸交法進行了解釋，使得大多數跟動物的性接觸合法化（除了性交或肛交）。
在香港法例中，獸交乃違法行為，違者可被控以「違反自然性交」罪。根據《刑事罪行條例》（香港法例第200章）第118L條《獸交》規定：「任何人與動物作出違反自然性交，即屬犯獸交的罪行，一經循公訴程序定罪，可處罰款$50000及監禁10年」。
2015年，丹麦议会以91比75通过法律禁止人兽交。该项法案由丹麦农业部长提出，认为之前的法律没有对动物提供足够的保护。

## 色情中的動物戀
在一些國家或地區法律规定，拥有极端色情材料为明确非法行为。例如2013年2月一名40歲的男子被英国警方逮捕的案件。
日本曾有獣皇（じゅうおう）的動物戀三級片。

## 健康與安全性
人畜共通傳染病是指任何可以經由動物傳染給人的傳染病。當中一些可經由隨意的接觸傳染，不過也有一些更容易經由精液、陰道分泌液、尿液、 唾液、糞便、血液傳給人類。相關例子包括布魯氏菌病、Q型流感、鉤端螺旋體病、犬蛔蟲症。因此對於人類而言，跟動物發生性行為仍屬一種高風險行為。此外從事者也有可能對動物精液的過敏，相關反應包括過敏性休克。最後從事者可能會在接合時受傷、或被動物咬傷/踩傷。
2005年在美國有一位男子肯尼思·D·皮尼安在與馬匹性交后導致急性腹膜炎和乙狀結腸穿孔而死亡。2012年巴西一份臨床研究又指出，獸交為陰莖癌的風險因子。設研究指由於在過程中陰莖組織會跟動物的生殖器粘膜接觸，所以假設出現這種情況的原因在於動物的肛門或生殖器分泌物對人類可能具有抗原性或致癌性。

## 動物戀者

### 沒有性成分的動物戀
動物的愛不一定跟性有關。在社會學和心理學中，動物戀一詞可以在不帶性意味的情況下使用。在西方社會，人們會把將動物視作食物或寵物是可接受的行為，且通常受到尊重或容忍。然而動物戀一詞會用於代指對動物的性偏好，使它成為了性偏離的一種。一些動物戀者不會就其慾望採取任何行動。自認為動物戀者的人可能會感受到他們的愛是以浪漫為主導，性則為次要。他們指，這樣會使其跟那些完全出於性動機而作出獸交行為的人存有差異。

### 社群
根據一項互聯網調查的結論，大多數動物戀者在计算机网络普及以前並不認識其他的動物戀者，因此大多數人會選擇秘密地進行獸交活動，或只把相關偏好告訴他們認為值得信任的朋友、家屬或伴侶。互聯網及其前身能讓人們獲得以前不易獲得的相關資訊，使人在擁有較高匿名性及安全性的情況下交流。由於博客帶有些許日記的性質和互聯網具有匿名性的緣故，所以動物戀者終獲得一個渠道以「開放地」展現他們的性態。自20世紀80年代起，计算机网络的規模便日益增長，使得許多過著非主流生活方式的人能在家中等地方參與線上社交群組，跟其他擁有共同生活方式的人交流。馬科夫於1990年形容指，计算机网络的普及能使相隔千里的人拉近，讓他們就像共同生活在一個小村莊一樣。據稱當時基於幽默目的而建立的新闻组alt.sex.bestiality的流量排名能打入眾多新聞組的頭1%（即在約5000個新聞組中排行50位左右）。此外眾多在80-90年代間誕生，並以動物戀為主題的電子佈告欄和留言板能使動物戀者聚在一起交流。當中有部分更建立了個人或社交網站，以至网络论坛。到了1992–1994年左右，更廣泛的社交網絡已經發展起來。使得上述的新闻组alt.sex.bestiality於1990-1996年間逐漸轉型為討論和支援群組。並提供有關獸交的健康問題、法規、參考書目的資訊，此外還會舉辦社群活動。 自20世紀90年代起，便陸續有人建立以動物戀為主題的網站，使用人數也有增長；比如以動物戀為核心內容的网络论坛beastforum.com在2019年2月關站前，累積會員人數達160萬人。

## 有關動物戀或相關行為的爭論

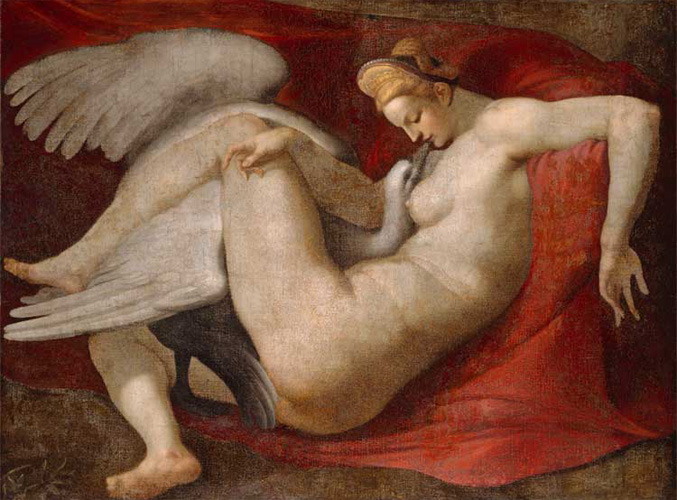
一幅遺失了的畫作《麗達與天鵝》的摹本

由於獸交本身是帶有爭議性的，所以人們就此提出了接受及反對的理據。正反兩方的理據涵蓋宗教、倫理、道德、心理、醫學、社會各個層面。

### 反對獸交的理據
英國內政部於2002年檢討當地的性罪行時，視獸交為一種「令人厭惡的行為」。安德烈亞·貝茨依現有證據指，淫樂動物虐待行為可涉及對動物使用暴力，並指即使沒使用暴力，其也有可能對動物構成傷害；但她也同時指出人類跟人類以外的動物所發生的性行為可使參與方皆能獲得歡快感。
保守派基督教組織發現研究院（Discovery Institute）的高級研究員、智能設計論支持者韋斯利·史密斯（Wesley J. Smith）則從人的尊嚴的角度出發，指：「這樣的行為貶低和完全顛覆了人類是『獨特的、特別的、宇宙上已知擁有最高道德標準的生物』的重要理解——亦即『人類中心主義』......法律譴責獸交的其中一個原因在於，這種有辱人格的行為徹底顛覆了人類最根本的尊嚴，並是對人類無法估量的內在道德價值的一種冒犯」。
還有一個對獸交的主要批評指其必定會傷害動物及對牠們構成虐待，因為動物沒能力對性行為給予或拒絕給予同意。
美國人道主義協會稱動物沒能力像人類般思考，所以牠們不能給予完全知情的同意。該協會持「不論動物有沒在過程中受到傷害，所有人類與之發生的性行為皆為虐待」的立場。弗蘭克·阿斯喬內博士（Dr. Frank Ascione）在一篇刊於1993年的文章中指出：「不論動物的身體有沒在過程中受到傷害，獸交皆可認定為虐待」。 南缅因州大学犯罪學教授皮爾斯·貝恩（Piers Beirne）在一篇於1997年刊登的文章中指出：「參與者若要給予真正的性同意，就必須神志清醒、充分知情、積極面對他們的慾望」。

### 接受獸交的理據

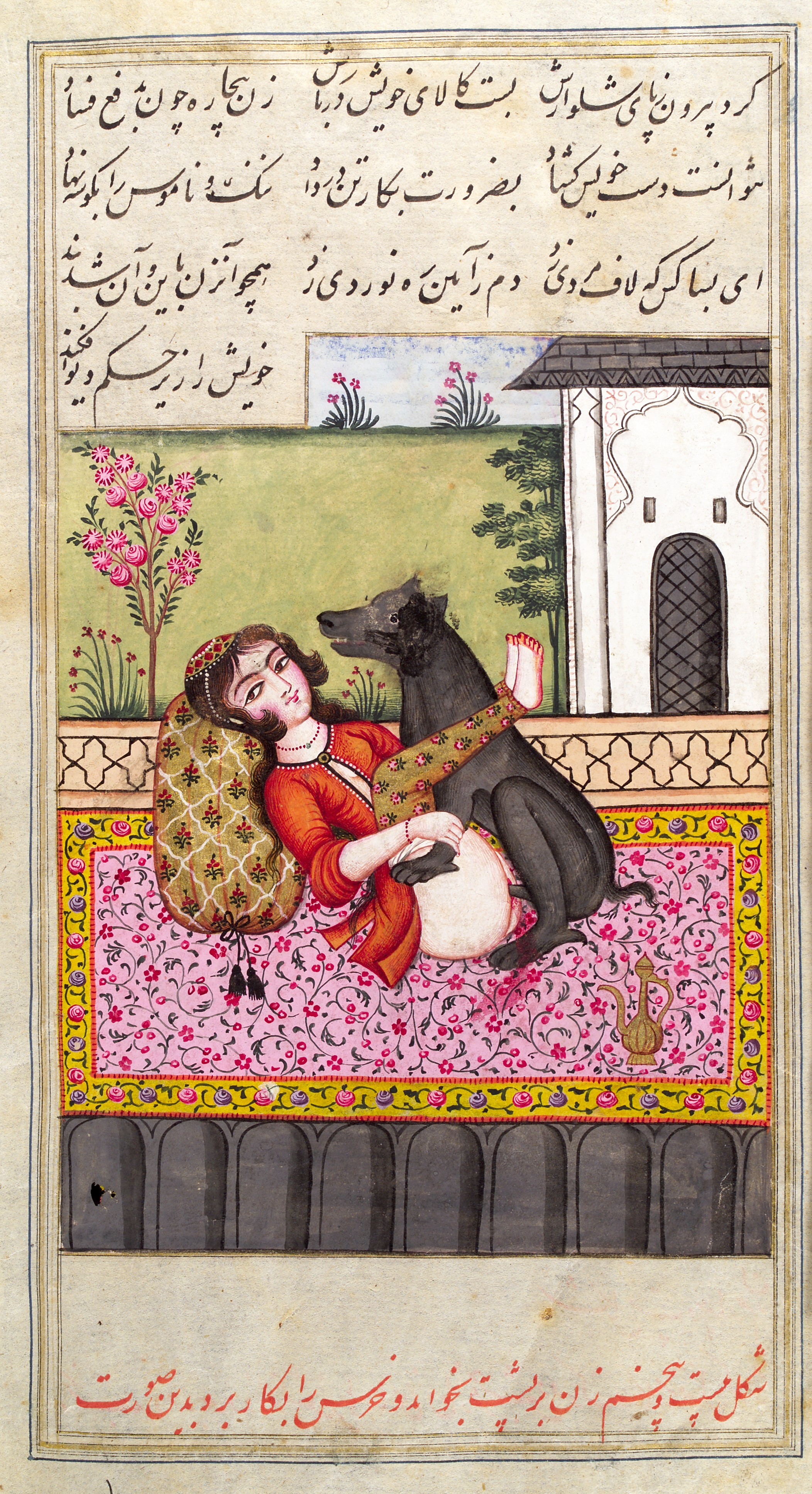
描畫了狗跟人類女性性交的書籍插圖（成於15世紀的伊斯法罕）。

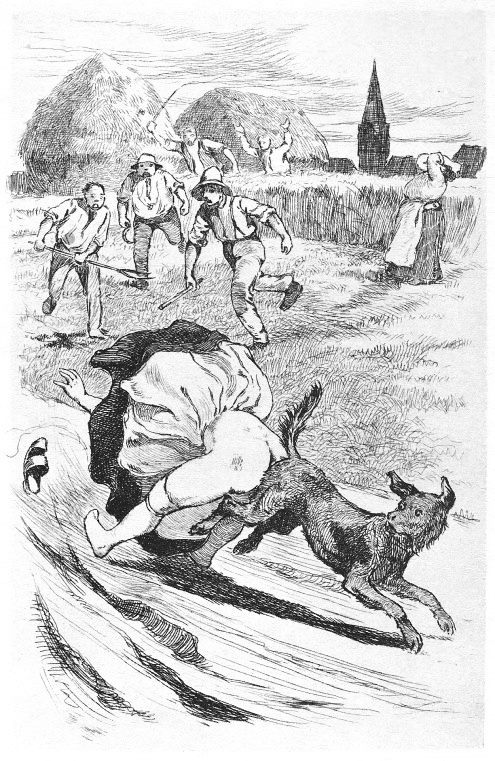
Martin van Maële绘制的画

一些辩护者稱性同意問題在獸交中是沒有意義的，因為很多合法且牽涉到動物的人類行為都沒有得到動物的同意，包括但不限於精液收集、人工授精、狩獵、動物實驗、屠宰動物以供人類食用。就上述理據，布賴恩·卡瑞吉指出：
「動物的性自主權受到像人工授精和屠宰般的人類獲利過程所侵犯。與獸交相比，該些過程可能更為人帶來生心理上的厭惡感。但有關動物同意問題的探討從沒上升至這樣的一個高度。為限制動物跟動物戀者發生性關係的『權利』而設罪的做法，並不是基於理性，而是基於立法者的道德偏見，此外這也使動物戀者的合法權利受到衝擊，比如『法律之前人人平等』及程序公義。……使動物戀刑事化的法規不是因會對動物構成實際傷害而制定的，反之主要制定原因在於社會對這種行為之厭惡，這些舉措非法且不当地侵犯了個人自由。」
而就獸交有違人類尊嚴這一點，香港性教育促進會創會會長吳敏倫指人類食用動物也侵犯了人類的尊嚴。並指獸交違反自然不能視作一個理由，因為乘車等人類行為也是違反自然。對於有批評認為「獸交十分變態」，吳敏倫繼指「變態」的定義欠清晰，表示若變態是指「常人不做或做不到的事」，那麼「天才或世界冠軍也是『十分變態』」。
米列茨基相信「動物能以自身的方式表達性同意，甚至提出邀請」。狗隻嘗試跟人的腳交媾的情況並不罕見。 羅森伯格（Rosenberger）於1968年強調，就舔陰的情況而言，狗隻不需經過訓練便懂得怎樣做，門寧格（Menninger）和德克斯（Dekkers）分別於1951年和1994年承認動物有時會冷不丁地主動跟人進行性事。該些證據支持動物會在相關行為中存有正面感受，甚至享受人對自身的性關注，主動跟人發生性關係。像狗般的動物可能會想跟人一同參與性行為，並在「跟人的性互動中看似很享受」。動物的飼主一般會清楚其動物喜歡或不喜歡什麼。大多數人能理解動物所厭惡的飼養方式，因為其會在遇上厭惡事件時走開。當遇上喜歡的事時，牠也會推着飼主的手。獸交的辩护者稱這就是動物給予同意的方式，狗也有可能以搖尾巴的方式表達之。
功利主義者兼持動物解放立場的哲學家彼得·辛格認為，只要在過程中沒壓迫或傷害動物，獸交就不是不道德的。在《Heavy Petting》一文中，辛格稱動物戀行為需以非虐待且互相享受的形式進行。辛格等人認為人們厭惡獸交的部分原因在於不合理的物种歧视和人類中心主義。因為自然界中也會發生跨物種性行為，而人是一種動物，所以接受者稱動物戀行為並不是「不自然的」，本質上也不是一種錯誤的行為。
研究已證明人類以外的動物會為了非生殖目的而進行性行為（比方說牠們會為了享受而進行性行為）。在2006年，丹麥動物倫理委員會發表的一份報告結論道，有倫理地進行動物戀行為能為參與的人和動物帶來正面的體驗，且一些人類以外的動物會認為人類具有性吸引力（海豚便是其中一個例子）。
一些動物戀者稱他們沒有虐待任何動物：
「在一項近期發表的研究中，大部分的動物戀者對『他們在虐待動物』此一想法嗤之以鼻，他們很多都界定自己為動物福利的擁護者」。

## 腳註
1. 1 2  
. Washington, DC: American Psychiatric Association. 2000. ISBN 978-0-89042-025-6. OCLC 43483668.
2. 1 2  
Milner, JS; Dopke CA. . Laws DR & O'Donohue WT  (编). . New York: The Guilford Press. 2008: 384–418. ISBN 978-1-59385-605-2. OCLC 152580827.
3. 1 2  
Seto, MC; Barbaree HE. . Hersen M; Van Hasselt VB  (编). . Boston: Allyn & Bacon. 2000: 198–213. ISBN 978-0-205-26721-7. OCLC 41380492.
4. 1 2 3  Ranger, R.; Fedoroff, P. . Journal of the American Academy of Psychiatry and the Law Online. 2014, 42 (4): 421–426  [2019-05-13]. PMID 25492067. （原始内容存档于2015-04-03）.
5. ↑  Abigail Perdue; Randall Lockwood. . Purdue University Press. 2014: 6–8  [2014-12-09]. ISBN 1557536333. （原始内容存档于2015-03-26）.
6. 1 2  Earls, C. M.; Lalumiere, M. L. . Sexual Abuse: A Journal of Research and Treatment. 2002, 14 (1): 83–88. PMID 11803597. doi:10.1177/107906320201400106.
7. ↑  Maratea, R. J. . Deviant Behavior. 2011, 32 (10): 938. doi:10.1080/01639625.2010.538356.
8. 1 2 3  Beetz, Andrea M. . Ascione, Frank  (编). . 2010. ISBN 978-1-55753-565-8.
9. ↑  . Dictionary.com.   [2011-12-13]. （原始内容存档于2016-03-04）.
10. ↑  MacDonald, J. M.  (PDF). American Journal of Psychiatry. 1963, 120 (2): 125–30  [2013-01-19]. doi:10.1176/ajp.120.2.125. （原始内容存档于2014-07-26）.
11. ↑  Richard von Krafft-Ebing: Psychopathia Sexualis, p. 561.
12. ↑  Richard von Krafft-Ebing: Psychopathia Sexualis, p. 281.
13. 1 2  D. Richard Laws and William T. O'Donohue: Books.Google.co.uk （页面存档备份，存于）, Sexual Deviance, page 391. Guilford Press, 2008. ISBN 978-1-59385-605-2.
14. ↑  . Zoosexuality.org.   [2011-12-03]. （原始内容存档于2011-11-15）.
15. ↑  . MacMillan Dictionary.   [2018-01-03]. （原始内容存档于2012-01-11）.
16. ↑  . MacMillan Dictionary.   [2018-01-03]. （原始内容存档于2019-11-30）.
17. ↑  . Sexuality.about.com.   [2012-05-13]. （原始内容存档于2012-03-21）.
18. ↑  Melinda Roth. . Riverfront Times. 1991-12-15  [2009-01-24]. （原始内容存档于2015-05-04）.
19. ↑  Williams CJ, Weinberg MS. . Archives of Sexual Behavior. December 2003, 32 (6): 523–35. PMID 14574096. doi:10.1023/A:1026085410617.
20. ↑  Richard Duberman: KinseyInstitute.org （页面存档备份，存于）, Kinsey's Urethra The Nation, 3 November 1997, pp. 40–43. Review of Alfred C. Kinsey: A Public/Private Life. By James H. Jones.
21. ↑  Hunt 1974, cited and re-examined by Miletski (1999)
22. ↑  Nancy Friday. .  Revised. Simon and Schuster. 1998: 180–185 [1973]. ISBN 978-0-671-01987-7.
23. ↑  Alvarez, WA; Freinhar, JP. . International Journal of Psychosomatics. 1991, 38 (1–4): 45–7. PMID 1778686.
24. ↑  Crépault, Claude; Couture, Marcel. . Archives of Sexual Behavior. 1980, 9 (6): 565–81. PMID 7458662. doi:10.1007/BF01542159.
25. ↑  Joyal, C. C.; Cossette, A.; Lapierre, V. . The Journal of Sexual Medicine. 2014, 12 (2): 328–340. PMID 25359122. doi:10.1111/jsm.12734.
26. ↑  Story, MD. . Adolescence. 1982, 17 (68): 737–47. PMID 7164870.
27. ↑  Aggrawal, Anil. Forensic and medico-legal aspects of sexual crimes and unusual sexual practices （页面存档备份，存于）. CRC Press, 2008.
28. ↑  Chivers, Meredith L.; Seto, Michael C.; Blanchard, Ray. . Journal of Personality and Social Psychology. 2007, 93 (6): 1108–21. PMID 18072857. doi:10.1037/0022-3514.93.6.1108.
29. ↑  Chivers, Meredith L.; Bailey, J. Michael. . Biological Psychology. 2005, 70 (2): 115–20. PMID 16168255. doi:10.1016/j.biopsycho.2004.12.002.
30. ↑  吳敏倫. . EMI出版公司. 1996: 239. ISBN 9789627000013.
31. 1 2  American Psychiatric Association (编). . . American Psychiatric Publishing. 2013: 705.
32. ↑  
Money, John. . Buffalo, N.Y: Prometheus Books. 1988. ISBN 978-0-87975-456-3. OCLC 19340917.
33. ↑  . Who.int.   [2012-05-13]. （原始内容存档于2009-04-22）.
34. ↑  Miletski, H. . JSET. 2015, 26 (2): 85–86. doi:10.1080/01614576.2001.11074387.
35. 1 2 3  Aggrawal, Anil. . Journal of Forensic and Legal Medicine. 2011, 18 (2): 73–8. PMID 21315301. doi:10.1016/j.jflm.2011.01.004.
36. ↑  D. Richard Laws; William T. O'Donohue. . Guilford Press. January 2008: 391. ISBN 978-1-59385-605-2.
37. ↑  Richard W. Roukema. . American Psychiatric Pub. 2008-08-13: 133. ISBN 978-1-58562-750-9.
38. 1 2 3 4 5  Beetz 2002, section 5.2.4 – 5.2.7.
39. ↑  Anil Aggrawal. . CRC Press. 2008-12-22: 257  [2012-05-13]. ISBN 978-1-4200-4309-9.
40. ↑  (Masters, Miletski, Weinberg, Beetz)
41. ↑  Anthony L. Podberscek; Andrea M. Beetz. . Berg. 2005-09-01: 94  [2012-05-13]. ISBN 978-0-85785-222-9.
42. ↑  Masters, 1962.
43. ↑  Jonathan Balcombe. . The Guardian (London). 2006-05-29  [2012-05-13]. （原始内容存档于2020-09-21）.
44. ↑  Scie-SocialCareOnline.org.uk （页面存档备份，存于） Bestiality/Zoophilia: A Scarcely-Investigated Phenomenon Between Crime, Paraphilia, and Love
45. ↑  Joseph W. Slade. . Greenwood Publishing Group. 2001: 980. ISBN 978-0-313-31521-3.
46. ↑  Bhatia, MS; Srivastava, S; Sharma, S. . Medicine, Science, and the Law. 2005, 45 (2): 174–5. PMID 15895645. doi:10.1258/rsmmsl.45.2.174.
47. ↑  Devlin, Hannah. . The Guardian. 2017-01-10  [2018-03-12]. （原始内容存档于2020-11-12）.
48. ↑  . Nationalgeographic.com. 2017-01-11  [2018-03-12]. （原始内容存档于2019-05-02）.
49. ↑  Wenzke, Marissa. . Mashable.com.   [2018-03-12]. （原始内容存档于2020-09-21）.
50. ↑  Aggrawal, Anil. . Journal of Forensic and Legal Medicine. 2009, 16 (3): 109–14. PMID 19239958. doi:10.1016/j.jflm.2008.07.006.
51. ↑  Archaeometry.org （页面存档备份，存于）, Link to web page and photograph, archaeometry.org
52. ↑  Lynne Bevan. . Archaeopress. 2006. ISBN 978-1-84171-920-7.
53. ↑  Paul G. Bahn. . Cambridge University Press. 1998: 188. ISBN 978-0-521-45473-5.
54. ↑  Abuses Aberrations and Crimes of the Genital Sense, 1901.
55. ↑  Marc Epprecht. . Anthropologica. 2006, 48 (2): 187–201. JSTOR 25605310.
56. ↑  Forbidden Sexual Behavior and Morality, Masters, Robert E. L., p. 5.
57. 1 2  Vern L. Bullough; Bonnie Bullough. . Taylor & Francis. 1994-01-01: 61  [2019-05-13]. ISBN 978-0-8240-7972-7. （原始内容存档于2020-09-21）.
58. ↑  Judith Worell. . . Academic Press. September 2001: 298. ISBN 978-0-12-227245-5.
59. 1 2 3  Voget, F. W. (1961) Sex life of the American Indians, in Ellis, A. & Abarbanel, A. (Eds.) The Encyclopaedia of Sexual Behavior, Volume 1. London: W. Heinemann, p. 90-109.
60. ↑  Talayesva, Don C; Simmons, Leo William. . Yale University Press. 1942: 78  [2012-12-12]. ISBN 9780300002270. （原始内容存档于2020-09-21）.
61. ↑  Masters (1962)
62. ↑  Plummer, Keith. . 53rd National Conference of the Evangelical Theological Society. Colorado Springs, CO. 2001  [2019-05-14]. （原始内容存档于2015-01-15）.
63. ↑  Fordham.edu （页面存档备份，存于） Aquinas on Unnatural Sex
64. ↑  The Critical and Cultural Study of the Shatapatha Brahmana by Swami Satya Prakash Saraswati, p. 415.
65. ↑  Podberscek, Anthony L.; Beetz, Andrea M. . Berg. 2005-09-01: 12  [2013-01-04]. ISBN 978-0-85785-222-9. （原始内容存档于2020-09-21）.
66. ↑  Mani, Vettam. . Delhi: Motilal Banarsidass. 1975: 368–70. ISBN 978-0-8426-0822-0. OCLC 2198347.
67. ↑  . Criminal Justice and Immigration Act 2008. 2008  [2019-05-14]. （原始内容存档于2020-02-14）.
68. ↑  . Crown Prosecution Service.   [2015-09-23]. （原始内容存档于2013-11-17）.
69. ↑  Jackman, Myles. . The Independent. 2015-09-21  [2015-09-23]. （原始内容存档于2020-05-06）.
70. ↑  .   [2017-04-17]. （原始内容存档于2016-11-29）.
71. ↑  . Legiscan.com.   [2017-11-16]. （原始内容存档于2016-12-26）.
72. ↑  . Dailycaller.com.   [2017-11-16]. （原始内容存档于2019-11-28）.
73. ↑  . Dejure.org.   [2018-10-20]. （原始内容存档于2016-03-04）.
74. ↑  . Webpronews.com.   [2017-11-16]. （原始内容存档于2015-01-28）.
75. ↑  . 2015-04-21  [2018-10-20]. （原始内容存档于2015-04-26）.
76. ↑  . Elpais.cr.   [2017-11-16]. （原始内容存档于2016-03-11）.
77. ↑  . Derechoteca.com.   [2017-11-16]. （原始内容存档于2016-12-02）.
78. ↑  . Transdoc.com.   [2017-11-16]. （原始内容存档于2020-12-02）.
79. ↑  . BBC Newsbeat. 2015-04-22  [2018-08-18]. （原始内容存档于2015-08-06）.
80. ↑  Howard Fischer: Lawmakers hope to outlaw bestiality, 
Arizona Daily Star, 28 March 2006. In Arizona, the motive for legislation was a "spate of recent cases."
81. ↑  Posner, Richard, A Guide to America's Sex Laws, The University of Chicago Press, 1996. ISBN 978-0-226-67564-0. Page 207.
82. ↑  . TheLocal.se. 2012-01-26  [2012-05-13]. （原始内容存档于2013-05-15）.
83. ↑  . Legislation.govt.nz. 2012-10-01  [2013-01-04]. （原始内容存档于2012-12-23）.
84. ↑  . Office of the Registrar of the Supreme Court of Canada (ORSCC). 2016-05-02  [2016-06-20]. （原始内容存档于2016-06-14）.
85. ↑  伍凱瑩. . 香港01. 2017-02-10  [2018-03-03]. （原始内容存档于2017-05-02） （中文（繁體））.
86. ↑  "SN059" (编辑). . BBC, 新浪新闻 (转载网站). 2015年4月27日  [2018年4月28日]. （原始内容存档于2020年9月21日） （中文（中国大陆））.
87. ↑  . 旺報. 2013-02-19  [2013-02-19]. （原始内容存档于2013-02-22）. 手提電腦和硬碟裡藏有800多部含人獸交等重口味A片被逮捕……將受到2項藏有極端色情材料罪的指控。……據英國《太陽報》報導……法官查爾斯寬說……面臨的最高刑罰為監禁3年。
88. ↑  . 西雅图时报 （Seattle Times）.   [2005-07-23]. （原始内容存档于2012-07-16） （英语）. On July 2, a 45-year-old Seattle man died from something called acute peritonitis. His colon was perforated while he was having sex with a horse.
89. ↑  Zequi, S. D. C; Guimarães, G. C.; da Fonseca, F. P.;  et al. . The journal of sexual medicine. 2012, 9 (7): 1860–1867. PMID 22023719. doi:10.1111/j.1743-6109.2011.02512.x.
90. ↑  W. Edward Craighead; Charles B. Nemeroff (编). . John Wiley & Sons. 2002-11-11: 1050. ISBN 978-0-471-27083-6.
91. ↑  David Delaney. . Cambridge University Press. 2003: 252  [2019-05-13]. ISBN 978-1-139-43700-4. （原始内容存档于2020-09-21）.
92. ↑  Montclair, 1997, cited by Miletski, 1999, p .35.
93. ↑  Weinberg and Williams
94. ↑  Markoff, 1990.
95. ↑  Miletski p. 35.
96. ↑  Miletski (1999)
97. ↑  Milteski (1999), p. 35.
98. ↑  Andriette, 1996.
99. ↑  Fox, 1994.
100. ↑  Montclair, 1997.
101. ↑  Donofrio, 1996.
102. ↑  . BeastForum.com.   [2019-02-15]. （原始内容存档于2019-02-14）.
103. ↑  Pablo Stafforini. . Utilitarian.net.   [2012-05-13]. （原始内容存档于2012-06-06）.
104. ↑  . Stopbestiality.wordpress.com.   [2012-05-13]. （原始内容存档于2021-02-17）.
105. ↑  .  (PDF). 2002: 32–3  [2019-05-13]. ISBN 978-0-10-156682-7. （原始内容 (PDF)存档于2013-12-05）.
106. 1 2 3  Beetz 2002, section 5.2.8.
107. ↑  Wesleyjsmith.com （页面存档备份，存于） and Weeklystandard.com （页面存档备份，存于）, 31 August 2005.
108. ↑  Regan, Tom. Animal Rights, Human Wrongs. Rowman & Littlefield, 2003, pp. 63–4, 89.
109. ↑  Sex Abuse Archive.today的存檔，存档日期2007-12-14, NManimalControl.com
110. ↑  . NManimalControl.com.   [2012-05-13]. （原始内容存档于2007-12-14）.
111. ↑  Ascione, Frank R. . Anthrozoös: A Multidisciplinary Journal of the Interactions of People and Animals. 1993, 6 (4): 226–47. doi:10.2752/089279393787002105.
112. ↑  28 February 2011 by Lucas Wachob. . Breezejmu.org. 2011-02-28  [2012-05-13]. （原始内容存档于2020-11-20）.
113. 1 2   (PDF).   [2012-05-13]. （原始内容 (PDF)存档于2012-07-22）.
114. ↑  . Youtube. 2018-07-13  [2019-05-13]. （原始内容存档于2021-07-23）.
115. ↑  Miltski, 1999, p. 50.
116. ↑  Cauldwell, 1948 & 1968; Queen, 1997.
117. ↑  Blake, 1971, and Greenwood, 1963, both cited in Miletski, 1999.
118. ↑  Dekkers, 1994.
119. ↑  (Einsenhaim, 1971, cited in Kathmandu, 2004)"
120. ↑  Singer, Peter. Heavy Petting, Nerve, 2001.
121. ↑  Pablo Stafforini. . Utilitarian.com.   [2012-05-13]. （原始内容存档于2012-06-06）.
122. ↑  Ruetenik, T. . Interdisciplinary Studies in Literature and Environment. 2010, 17 (2): 317–326. doi:10.1093/isle/isq034.
123. ↑  Boggs, Colleen Glenney. . Cultural Critique. Fall 2010, 76 (76): 98–125  [2019-05-13]. JSTOR 40925347. doi:10.1353/cul.2010.0020 (不活跃 2018-09-22). （原始内容存档于2016-03-04）.
124. ↑  . News.nationalgeographic.com. 2010-10-28  [2012-05-13]. （原始内容存档于2018-05-28）.
125. ↑   (PDF). Stanford.edu.   [2018-10-20]. （原始内容 (PDF)存档于2012-11-11）.
126. ↑  Roberts, Michael. . SSRN Electronic Journal. 2009. doi:10.2139/ssrn.1328310.
127. ↑  Maratea, R. J. . Deviant Behavior. 2011, 32 (10): 918–943. doi:10.1080/01639625.2010.538356.
128. ↑  Aldo Poiani; A. F. Dixson. . Cambridge University Press. 2010-08-19: 7. ISBN 978-1-139-49038-2.
129. ↑  Danish Animal Ethics Council report （页面存档备份，存于） Udtalelse om menneskers seksuelle omgang med dyr published November 2006. Council members included two academics, two farmers/smallholders, and two veterinary surgeons, as well as a third veterinary surgeon acting as secretary.
130. ↑  . CNN. 2002-05-28  [2019-05-13]. （原始内容存档于2012-03-21）.
131. 1 2  Bering, Jesse. . Scientific American. 2010-03-24  [2013-01-04]. （原始内容存档于2011-03-19）.

## 外部連結
- Encyclopedia of Human Sexuality entry for "Bestiality" （存放於柏林洪堡大學性學系官方網站上的百科）
- Animal Abuse Crime Database （页面存档备份，存于）（英美兩國的動物虐待犯罪記錄庫）